# 李日華 (青陽)
李日華，字實甫，南直隸池州府青陽縣人，明朝官员。賜特用進士出身。
初為選貢，崇禎十三年以廷試貢生賜特用，十五年登進士。官禹城知縣。